# Mistrovství světa v ledním hokeji 2025 (Divize I)
Mistrovství světa v ledním hokeji 2025 (Divize I) byl mezinárodní hokejový turnaj pořádaný Mezinárodní hokejovou federací.
Turnaj skupiny A se konal v rumunském Sfântu Gheorghe od 27. dubna do 3. května a turnaj skupiny B v estonském Tallinnu od 26. dubna do 2. května 2025.

## Skupina A

### Týmy
| Týmy           | Kvalifikace                                     |
| -------------- | ----------------------------------------------- |
| Velká Británie | 15. místo v MS v hokeji 2024 – sestup           |
| Polsko         | 16. místo v MS v hokeji 2024 – sestup           |
| Itálie         | 3. místo v Divizi I – skupina A 2024            |
| Rumunsko       | Pořadatel, 4. místo v Divizi I – skupina A 2024 |
| Japonsko       | 5. místo v Divizi I – skupina A 2024            |
| Ukrajina       | 1. místo v Divizi I – skupina B 2024 – postup   |

### Tabulka
|  | Postupující do elitní divize      |
|  | Sestupující do skupiny B divize I |

| Poř. | Tým            | Z | V | VP | PP | P | GV | GI | +/- | B  |
| ---- | -------------- | - | - | -- | -- | - | -- | -- | --- | -- |
| 1.   | Velká Británie | 5 | 2 | 3  | 0  | 0 | 19 | 9  | +10 | 12 |
| 2.   | Itálie         | 5 | 3 | 0  | 1  | 1 | 18 | 11 | +7  | 10 |
| 3.   | Ukrajina       | 5 | 2 | 1  | 1  | 1 | 16 | 10 | +6  | 9  |
| 4.   | Japonsko       | 5 | 2 | 0  | 1  | 2 | 14 | 16 | -2  | 7  |
| 5.   | Polsko         | 5 | 2 | 0  | 2  | 3 | 8  | 13 | -5  | 6  |
| 6.   | Rumunsko       | 5 | 0 | 0  | 1  | 4 | 6  | 22 | -16 | 1  |

### Zápasy
Všechny časy jsou místní (UTC+3).
| 27. dubna 2025 12:30 | Japonsko | 1 : 4 (0:2, 1:2, 0:0) | Itálie | Sepsi Arena, Sfântu Gheorghe Návštěvnost: 1 960 |  |

| Report                               |                                      |                     | |                                                                          |
| Yuta Narisawa                        | Yuta Narisawa                        | Brankáři            | Davide Fadani | Rozhodčí: Mark Pearce Marcus Wannerstedt Čároví: Norbert Muzsik John Rey |
| Hanzawa (T. Nakajima, Kimura) 37:53' | Hanzawa (T. Nakajima, Kimura) 37:53' | 0:1 0:2 0:3 0:4 1:4 | 02:25' Purdeller (Pietroniro, Frycklund) 07:33' Ierullo (Misley, Trivellato) 27:11' Purdeller (Frycklund, Tedesco) 36:23' Tedesco (Purdeller) | Rozhodčí: Mark Pearce Marcus Wannerstedt Čároví: Norbert Muzsik John Rey |
| 4 min                                | 4 min                                | Tresty              | 6 min | Rozhodčí: Mark Pearce Marcus Wannerstedt Čároví: Norbert Muzsik John Rey |
| 19                                   | 19                                   | Střely              | 30 | Rozhodčí: Mark Pearce Marcus Wannerstedt Čároví: Norbert Muzsik John Rey |

| 27. dubna 2025 16:00 | Ukrajina | 3 : 4 SN (0:1, 2:1, 1:1 - 0:0 - 0:2) | Velká Británie | Sepsi Arena, Sfântu Gheorghe Návštěvnost: 2 112 |  |

| Report | |                                                        | |                                                                              |
| Oleksandr Levshin | Oleksandr Levshin | Brankáři                                               | Ben Bowns | Rozhodčí: Daniel Pražák Anssi Salonen Čároví: Renārs Davidonis Simon Riecken |
| Zakharov (Denyskin) 25:45' Trakht (Fadyeyev, Peresunko) 32:01' Boroday (Kupriyanov, Denyskin) 49:16' Korenchuk Trakht Vorona Peresunko | Zakharov (Denyskin) 25:45' Trakht (Fadyeyev, Peresunko) 32:01' Boroday (Kupriyanov, Denyskin) 49:16' Korenchuk Trakht Vorona Peresunko | 0:1 0:2 1:2 2:2 3:2 3:3 Samostatné nájezdy 0:0 0:1 0:2 | 11:08' Waller (Halbert) 21:30' Perlini (O'Connor, Brown) 52:42' O'Connor (Shudra, Lachowicz) O'Connor Lake Dowd | Rozhodčí: Daniel Pražák Anssi Salonen Čároví: Renārs Davidonis Simon Riecken |
| 2 min | 2 min | Tresty                                                 | 6 min | Rozhodčí: Daniel Pražák Anssi Salonen Čároví: Renārs Davidonis Simon Riecken |
| 30 | 30 | Střely                                                 | 26 | Rozhodčí: Daniel Pražák Anssi Salonen Čároví: Renārs Davidonis Simon Riecken |

| 27. dubna 2025 19:30 | Rumunsko | 1 : 4 (0:1, 1:1, 0:2) | Polsko | Sepsi Arena, Sfântu Gheorghe Návštěvnost: 2 564 |  |

| Report                                 |                                        |                     | |                                                                                     |
| Attila Adorjan                         | Attila Adorjan                         | Brankáři            | John Murray | Rozhodčí: Geoffrey Barcelo Daniel Eriksson Čároví: Gustav Jonsson Gasper Jaka Zgonc |
| Gliga (Csibi-Ferencz, Williams) 34:29' | Gliga (Csibi-Ferencz, Williams) 34:29' | 0:1 0:2 1:2 1:3 1:4 | 06:43' Lyszczarczyk (Bizacki) 27:52' Tyczynski (Misley, Ciura) 54:16' Purdeller (Tyczynski, Sadlocha) 58:11' Lyszczarczyk (Sadlocha) | Rozhodčí: Geoffrey Barcelo Daniel Eriksson Čároví: Gustav Jonsson Gasper Jaka Zgonc |
| 4 min                                  | 4 min                                  | Tresty              | 2 min | Rozhodčí: Geoffrey Barcelo Daniel Eriksson Čároví: Gustav Jonsson Gasper Jaka Zgonc |
| 13                                     | 13                                     | Střely              | 38 | Rozhodčí: Geoffrey Barcelo Daniel Eriksson Čároví: Gustav Jonsson Gasper Jaka Zgonc |

| 28. dubna 2025 12:30 | Itálie | 2 : 3 SN (0:1, 1:1, 1:0 - 0:0 - 0:1) | Ukrajina | Sepsi Arena, Sfântu Gheorghe Návštěvnost: 1 274 |  |

| Report | |                                            | |                                                                                |
| Davide Fadani | Davide Fadani | Brankáři                                   | Bohdan Diachenko                                                                                         | Rozhodčí: Geoffrey Barcelo Jesse Gour Čároví: Norbert Muzsik Gasper Jaka Zgonc |
| di Tomaso (Gazley, Pietroniro) 32:21' Zanatta (Tedesco, Frycklund) 44:35' Mantenuto Gazley Purdeller Tedesco Ierullo | di Tomaso (Gazley, Pietroniro) 32:21' Zanatta (Tedesco, Frycklund) 44:35' Mantenuto Gazley Purdeller Tedesco Ierullo | 0:1 1:1 1:2 2:2 Samostatné nájezdy 0:0 0:1 | 14:37' Denyskin (Fadyeyev, Trakht) 38:49' Zakharov (Denyskin, Sysak) Denyskin Peresunko Vorona Korenchuk | Rozhodčí: Geoffrey Barcelo Jesse Gour Čároví: Norbert Muzsik Gasper Jaka Zgonc |
| 4 min | 4 min | Tresty                                     | 6 min | Rozhodčí: Geoffrey Barcelo Jesse Gour Čároví: Norbert Muzsik Gasper Jaka Zgonc |
| 37 | 37 | Střely                                     | 19 | Rozhodčí: Geoffrey Barcelo Jesse Gour Čároví: Norbert Muzsik Gasper Jaka Zgonc |

| 28. dubna 2025 16:00 | Polsko | 2 : 1 (2:0, 0:0, 0:1) | Japonsko | Sepsi Arena, Sfântu Gheorghe Návštěvnost: 1 112 |  |

| Report                                              |                                                     |             |                               |                                                                         |
| Tomáš Fučík                                         | Tomáš Fučík                                         | Brankáři    | Issa Otsuka                   | Rozhodčí: Daniel Pražák Anssi Salonen Čároví: Kai Jürgens Simon Riecken |
| Bizacki (Paś) 06:27' Krężołek (Paś, Zygmunt) 19:16' | Bizacki (Paś) 06:27' Krężołek (Paś, Zygmunt) 19:16' | 1:0 2:0 2:1 | 59:54' Osawa (Takagi, Hayata) | Rozhodčí: Daniel Pražák Anssi Salonen Čároví: Kai Jürgens Simon Riecken |
| 10 min                                              | 10 min                                              | Tresty      | 12 min                        | Rozhodčí: Daniel Pražák Anssi Salonen Čároví: Kai Jürgens Simon Riecken |
| 31                                                  | 31                                                  | Střely      | 28                            | Rozhodčí: Daniel Pražák Anssi Salonen Čároví: Kai Jürgens Simon Riecken |

| 28. dubna 2025 19:30 | Velká Británie | 2 : 1 PP (1:1, 0:0, 0:0 - 1:0) | Rumunsko | Sepsi Arena, Sfântu Gheorghe Návštěvnost: 2 435 |  |

| Report                                                    |                                                           |             |                          |                                                                            |
| Jackson Whistle                                           | Jackson Whistle                                           | Brankáři    | Zoltán Tőke              | Rozhodčí: Mark Pearce Markus Wannerstedt Čároví: Renārs Davidonis John Rey |
| Waller (Perlini, Neilson) 00:31' Neilson (Halbert) 60:36' | Waller (Perlini, Neilson) 00:31' Neilson (Halbert) 60:36' | 1:0 1:1 2:1 | 09:31' Gajdó (S. Rokaly) | Rozhodčí: Mark Pearce Markus Wannerstedt Čároví: Renārs Davidonis John Rey |
| 8 min                                                     | 8 min                                                     | Tresty      | 12 min                   | Rozhodčí: Mark Pearce Markus Wannerstedt Čároví: Renārs Davidonis John Rey |
| 36                                                        | 36                                                        | Střely      | 25                       | Rozhodčí: Mark Pearce Markus Wannerstedt Čároví: Renārs Davidonis John Rey |

| 30. dubna 2025 12:30 | Velká Británie | 5 : 4 PP (1:0, 1:3, 2:2 - 1:0) | Japonsko | Sepsi Arena, Sfântu Gheorghe Návštěvnost: 1 345 |  |

| Report |

| 30. dubna 2025 16:00 | Polsko | 1 : 4 (1:0, 0:2, 0:2) | Itálie | Sepsi Arena, Sfântu Gheorghe Návštěvnost: 2 325 |  |

| Report |

| 30. dubna 2025 19:30 | Ukrajina | 4 : 0 (3:0, 1:0, 0:0) | Rumunsko | Sepsi Arena, Sfântu Gheorghe Návštěvnost: 2 455 |  |

| Report |

| 1. května 2025 12:30 | Itálie | 1 : 5 (0:2, 1:2, 0:1) | Velká Británie | Sepsi Arena, Sfântu Gheorghe Návštěvnost: 2 378 |  |

| Report |

| 1. května 2025 16:00 | Polsko | 1 : 4 (0:0, 1:1, 0:3) | Ukrajina | Sepsi Arena, Sfântu Gheorghe Návštěvnost: 2 355 |  |

| Report |

| 1. května 2025 19:30 | Rumunsko | 3 : 5 (0:4, 3:1, 0:0) | Japonsko | Sepsi Arena, Sfântu Gheorghe Návštěvnost: 2 460 |  |

| Report |

| 3. května 2025 12:30 | Japonsko | 3 : 2 (1:1, 2:0, 0:1) | Ukrajina | Sepsi Arena, Sfântu Gheorghe Návštěvnost: 2 246 |  |

| Report |

| 3. května 2025 16:00 | Itálie | 7 : 1 (3:1, 3:0, 1:0) | Rumunsko | Sepsi Arena, Sfântu Gheorghe Návštěvnost: 2 273 |  |

| Report |

| 3. května 2025 19:30 | Velká Británie | 3 : 0 (1:0, 2:0, 0:0) | Polsko | Sepsi Arena, Sfântu Gheorghe Návštěvnost: 2 367 |  |

| Report |

### Hráčské statistiky

#### Kanadské bodování
Toto je pořadí hráčů podle dosažených bodů. Za jeden vstřelený gól nebo přihrávku na gól hráč získal jeden bod. 
| Poř. | Hráč                | Tým            | Z | G | A | B | TM | +/- |
| ---- | ------------------- | -------------- | - | - | - | - | -- | --- |
| 1.   | Andri Denyskin      | Ukrajina       | 5 | 3 | 6 | 9 | 6  | +8  |
| 2.   | Viktor Zakharov     | Ukrajina       | 5 | 6 | 2 | 8 | 0  | +8  |
| 3.   | Daniel Ross Tedesco | Itálie         | 5 | 4 | 4 | 8 | 2  | +3  |
| 4.   | Liam Kirk           | Velká Británie | 3 | 3 | 4 | 7 | 0  | +5  |
| 5.   | Robert Dowd         | Velká Británie | 5 | 3 | 3 | 6 | 6  | +4  |
| 6.   | Brett Perlini       | Velká Británie | 5 | 1 | 5 | 6 | 0  | +4  |
| 7.   | Ben O'Connor        | Velká Británie | 5 | 3 | 2 | 5 | 4  | +2  |
| 8.   | Tommy Purdeeller    | Itálie         | 5 | 2 | 3 | 5 | 2  | 0   |
| 9.   | Nathanael Halbert   | Velká Británie | 5 | 1 | 4 | 5 | 2  | +3  |
| 10.  | Josh Waller         | Velká Británie | 5 | 3 | 1 | 4 | 2  | +2  |

#### Hodnocení brankářů
Toto je pořadí brankářů. 
| Poř. | Hráč              | Tým            | Z | MIN | OG | PZ | PS  | POG  | Úsp%  |
| ---- | ----------------- | -------------- | - | --- | -- | -- | --- | ---- | ----- |
| 1.   | Bohdan Diachenko  | Ukrajina       | 3 | 185 | 3  | 83 | 86  | 0.97 | 96.51 |
| 2.   | Ben Bowns         | Velká Británie | 3 | 185 | 4  | 99 | 103 | 1.3  | 96.12 |
| 3.   | Issa Otsuka       | Japonsko       | 3 | 177 | 7  | 71 | 78  | 2.37 | 91.03 |
| 4.   | Tomáš Fučík       | Polsko         | 3 | 180 | 8  | 75 | 83  | 2.67 | 90.36 |
| 5.   | Davide Fadani     | Itálie         | 5 | 266 | 8  | 72 | 80  | 1.81 | 90    |
| 6.   | Attila Adorjan    | Rumunsko       | 4 | 150 | 9  | 75 | 84  | 3.59 | 89.29 |
| 7.   | Alexander Levshin | Ukrajina       | 2 | 124 | 6  | 42 | 48  | 2.91 | 87.5  |
| 8.   | Yuta Narisawa     | Japonsko       | 2 | 119 | 9  | 57 | 66  | 4.55 | 86.36 |
| 9.   | Zoltan Toke       | Rumunsko       | 4 | 147 | 12 | 71 | 83  | 4.89 | 85.54 |
| 10.  | John Murray       | Polsko         | 2 | 120 | 5  | 29 | 34  | 2.5  | 85.29 |

## Skupina B

### Týmy
| Týmy        | Kvalifikace                                     |
| ----------- | ----------------------------------------------- |
| Jižní Korea | 6. místo v Divizi I – skupina A 2024 – sestup   |
| Litva       | 2. místo v Divizi I – skupina B 2024            |
| Estonsko    | Pořadatel, 3. místo v Divizi I – skupina B 2024 |
| Čína        | 4. místo v Divizi I – skupina B 2024            |
| Španělsko   | 5. místo v Divizi I – skupina B 2024            |
| Chorvatsko  | 1. místo v Divizi II – skupina A 2023 – postup  |

### Tabulka
|  | Postupující do skupiny A divize I  |
|  | Sestupující do skupiny A divize II |

| Poř. | Tým         | Z | V | VP | PP | P | GV | GI | +/- | B  |
| ---- | ----------- | - | - | -- | -- | - | -- | -- | --- | -- |
| 1.   | Litva       | 5 | 4 | 1  | 0  | 0 | 14 | 3  | +11 | 14 |
| 2.   | Jižní Korea | 5 | 4 | 0  | 0  | 1 | 21 | 11 | +10 | 12 |
| 3.   | Estonsko    | 5 | 3 | 0  | 0  | 2 | 19 | 9  | +10 | 9  |
| 4.   | Čína        | 5 | 1 | 1  | 0  | 3 | 9  | 14 | -5  | 5  |
| 5.   | Španělsko   | 5 | 0 | 1  | 1  | 3 | 9  | 25 | -16 | 3  |
| 6.   | Chorvatsko  | 5 | 0 | 0  | 2  | 3 | 9  | 19 | -10 | 2  |

### Zápasy
Všechny časy jsou místní (UTC+3).
| 26. dubna 2025 12:30 | Čína | 0 : 1 (0:0, 0:1, 0:0) | Litva | Tondiraba Ice Hall, Tallinn Návštěvnost: 181 |  |

| Report       |              |          |                |                                                                            |
| Shifeng Chen | Shifeng Chen | Brankáři | Laurynas Lubys | Rozhodčí: Nolan Bloyer Alexander Osterberg Čároví: Michal Gerne Junseo Lim |
| 10 min       | 10 min       | Tresty   | 10 min         | Rozhodčí: Nolan Bloyer Alexander Osterberg Čároví: Michal Gerne Junseo Lim |
| 18           | 18           | Střely   | 36             | Rozhodčí: Nolan Bloyer Alexander Osterberg Čároví: Michal Gerne Junseo Lim |

| 26. dubna 2025 16:00 | Španělsko | 1 : 6 (0:1, 0:0, 1:5) | Estonsko | Tondiraba Ice Hall, Tallinn Návštěvnost: 2 135 |  |

| Report     |            |          |               |                                                                                     |
| Barbo Raul | Barbo Raul | Brankáři | Conrad Molder | Rozhodčí: Andreas Harnebring Lukas Kohlmueller Čároví: Daniel Konc Davide Mantovani |
| 10 min     | 10 min     | Tresty   | 4 min         | Rozhodčí: Andreas Harnebring Lukas Kohlmueller Čároví: Daniel Konc Davide Mantovani |
| 24         | 24         | Střely   | 37            | Rozhodčí: Andreas Harnebring Lukas Kohlmueller Čároví: Daniel Konc Davide Mantovani |

| 26. dubna 2025 20:00 | Chorvatsko | 2 : 5 (1:0, 0:2, 1:3) | Jižní Korea | Tondiraba Ice Hall, Tallinn Návštěvnost: 165 |  |

| Report         |                |          |            |                                                                           |
| Vilim Rosandic | Vilim Rosandic | Brankáři | Jung Ho Ha | Rozhodčí: Nicolas Cregut Attila Nagy Čároví: Savva Azarov Michael Stalder |
| 6 min          | 6 min          | Tresty   | 0 min      | Rozhodčí: Nicolas Cregut Attila Nagy Čároví: Savva Azarov Michael Stalder |
| 10             | 10             | Střely   | 55         | Rozhodčí: Nicolas Cregut Attila Nagy Čároví: Savva Azarov Michael Stalder |

| 27. dubna 2025 12:30 | Litva | 5 : 0 (2:0, 3:0, 0:0) | Španělsko | Tondiraba Ice Hall, Tallinn Návštěvnost: 315 |  |

| Report          |                 |          |            |                                                                                    |
| Julius Andrekus | Julius Andrekus | Brankáři | Raul Barbo | Rozhodčí: Andreas Harnebring Lukas Kohlmueller Čároví: David Szabo Michael Stalder |
| 6 min           | 6 min           | Tresty   | 35 min     | Rozhodčí: Andreas Harnebring Lukas Kohlmueller Čároví: David Szabo Michael Stalder |
| 25              | 25              | Střely   | 21         | Rozhodčí: Andreas Harnebring Lukas Kohlmueller Čároví: David Szabo Michael Stalder |

| 27. dubna 2025 16:00 | Estonsko | 6 : 2 (3:0, 2:2, 1:0) | Chorvatsko | Tondiraba Ice Hall, Tallinn Návštěvnost: 1 935 |  |

| Report                |                       |          |              |                                                                    |
| Villem-Henrik Koitmaa | Villem-Henrik Koitmaa | Brankáři | Vito Nikolic | Rozhodčí: Michal Baca Nolan Bloyer Čároví: Michal Gerne Junseo Lim |
| 8 min                 | 8 min                 | Tresty   | 2 min        | Rozhodčí: Michal Baca Nolan Bloyer Čároví: Michal Gerne Junseo Lim |
| 36                    | 36                    | Střely   | 25           | Rozhodčí: Michal Baca Nolan Bloyer Čároví: Michal Gerne Junseo Lim |

| 27. dubna 2025 20:00 | Jižní Korea | 2 : 1 (0:0, 2:1, 0:0) | Čína | Tondiraba Ice Hall, Tallinn Návštěvnost: 165 |  |

| Report     |            |          |              |                                                                                  |
| Jung Ho Ha | Jung Ho Ha | Brankáři | Shifeng Chen | Rozhodčí: Andreas Harnebring Nicolas Cregut Čároví: Daniel Konc Davide Mantovani |
| 8 min      | 8 min      | Tresty   | 4 min        | Rozhodčí: Andreas Harnebring Nicolas Cregut Čároví: Daniel Konc Davide Mantovani |
| 44         | 44         | Střely   | 21           | Rozhodčí: Andreas Harnebring Nicolas Cregut Čároví: Daniel Konc Davide Mantovani |

| 29. dubna 2025 12:30 | Jižní Korea | 9 : 3 (4:0, 4:1, 1:2) | Španělsko | Tondiraba Ice Hall, Tallinn Návštěvnost: 251 |  |

| Report     |            |          |                 |                                                                            |
| Jung Ho Ha | Jung Ho Ha | Brankáři | Marco Hernandez | Rozhodčí: Michal Baca Alexander Osterberg Čároví: Daniel Konc Savva Azarov |
| 2 min      | 2 min      | Tresty   | 4 min           | Rozhodčí: Michal Baca Alexander Osterberg Čároví: Daniel Konc Savva Azarov |
| 32         | 32         | Střely   | 18              | Rozhodčí: Michal Baca Alexander Osterberg Čároví: Daniel Konc Savva Azarov |

| 29. dubna 2025 16:00 | Chorvatsko | 3 : 4 (0:1, 1:1, 2:2) | Čína | Tondiraba Ice Hall, Tallinn Návštěvnost: 135 |  |

| Report         |                |          |              |                                                                          |
| Vilim Rosandic | Vilim Rosandic | Brankáři | Shifeng Chen | Rozhodčí: Lukas Kohlmueller Attila Nagy Čároví: Michal Gerne David Szabo |
| 2 min          | 2 min          | Tresty   | 8 min        | Rozhodčí: Lukas Kohlmueller Attila Nagy Čároví: Michal Gerne David Szabo |
| 36             | 36             | Střely   | 33           | Rozhodčí: Lukas Kohlmueller Attila Nagy Čároví: Michal Gerne David Szabo |

| 29. dubna 2025 20:00 | Litva | 2 : 1 (0:0, 2:0, 0:1) | Estonsko | Tondiraba Ice Hall, Tallinn Návštěvnost: 3 045 |  |

| Report         |                |          |                      |                                                                                |
| Laurynas Lubys | Laurynas Lubys | Brankáři | Vilem-Henrik Koitmaa | Rozhodčí: Nolan Bloyer Nicolas Cregut Čároví: Davide Mantovani Michael Stalder |
| 6 min          | 6 min          | Tresty   | 4 min                | Rozhodčí: Nolan Bloyer Nicolas Cregut Čároví: Davide Mantovani Michael Stalder |
| 13             | 13             | Střely   | 36                   | Rozhodčí: Nolan Bloyer Nicolas Cregut Čároví: Davide Mantovani Michael Stalder |

| 1. května 2025 12:30 | Litva | 2 : 1 PP (0:0, 1:0, 0:1 - 1:0) | Chorvatsko | Tondiraba Ice Hall, Tallinn Návštěvnost: 335 |  |

| Report         |                |          |              |                                                                       |
| Laurynas Lubys | Laurynas Lubys | Brankáři | Vito Nikolic | Rozhodčí: Michal Baca Nicolas Cregut Čároví: Savva Azarov David Szabo |
| 6 min          | 6 min          | Tresty   | 4 min        | Rozhodčí: Michal Baca Nicolas Cregut Čároví: Savva Azarov David Szabo |
| 53             | 53             | Střely   | 19           | Rozhodčí: Michal Baca Nicolas Cregut Čároví: Savva Azarov David Szabo |

| 1. května 2025 16:00 | Estonsko | 1 : 4 (1:2, 0:1, 0:1) | Jižní Korea | Tondiraba Ice Hall, Tallinn Návštěvnost: 2 557 |  |

| Report               |                      |          |            |                                                                                 |
| Vilem-Henrik Koitmaa | Vilem-Henrik Koitmaa | Brankáři | Jung Ho Ha | Rozhodčí: Nolan Bloyer Alexander Osterberg Čároví: Daniel Konc Davide Mantovani |
| 0 min                | 0 min                | Tresty   | 4 min      | Rozhodčí: Nolan Bloyer Alexander Osterberg Čároví: Daniel Konc Davide Mantovani |
| 24                   | 24                   | Střely   | 20         | Rozhodčí: Nolan Bloyer Alexander Osterberg Čároví: Daniel Konc Davide Mantovani |

| 1. května 2025 20:00 | Čína | 4 : 3 SN (0:0, 1:0, 0:1 - 0:0 - 1:0) | Španělsko | Tondiraba Ice Hall, Tallinn Návštěvnost: 315 |  |

| Report       |              |          |            |                                                                             |
| Shifeng Chen | Shifeng Chen | Brankáři | Raul Barbo | Rozhodčí: Andreas Harnebring Attila Nagy Čároví: Michael Stalder Junseo Lim |
| 8 min        | 8 min        | Tresty   | 16 min     | Rozhodčí: Andreas Harnebring Attila Nagy Čároví: Michael Stalder Junseo Lim |
| 35           | 35           | Střely   | 29         | Rozhodčí: Andreas Harnebring Attila Nagy Čároví: Michael Stalder Junseo Lim |

| 2. května 2025 12:30 | Jižní Korea | 1 : 4 (0:1, 0:2, 1:1) | Litva | Tondiraba Ice Hall, Tallinn Návštěvnost: 412 |  |

| Report     |            |          |                |                                                                                 |
| Jung Ho Ha | Jung Ho Ha | Brankáři | Laurynas Lubys | Rozhodčí: Nolan Bloyer Alexander Osterberg Čároví: Daniel Konc Davide Mantovani |
| 8 min      | 8 min      | Tresty   | 4 min          | Rozhodčí: Nolan Bloyer Alexander Osterberg Čároví: Daniel Konc Davide Mantovani |
| 28         | 28         | Střely   | 24             | Rozhodčí: Nolan Bloyer Alexander Osterberg Čároví: Daniel Konc Davide Mantovani |

| 2. května 2025 16:00 | Španělsko | 4 : 3 PP (1:1, 0:0, 0:0 - 1:0) | Chorvatsko | Tondiraba Ice Hall, Tallinn Návštěvnost: 255 |  |

| Report     |            |          |                |                                                                                     |
| Raul Barbo | Raul Barbo | Brankáři | Vilim Rosandic | Rozhodčí: Andreas Harnebring Lukas Kohlmueller Čároví: Michael Stalder Michal Gerne |
| 8 min      | 8 min      | Tresty   | 4 min          | Rozhodčí: Andreas Harnebring Lukas Kohlmueller Čároví: Michael Stalder Michal Gerne |
| 37         | 37         | Střely   | 21             | Rozhodčí: Andreas Harnebring Lukas Kohlmueller Čároví: Michael Stalder Michal Gerne |

| 2. května 2025 20:00 | Estonsko | 5 : 0 (1:0, 2:0, 2:0) | Čína | Tondiraba Ice Hall, Tallinn Návštěvnost: 2 870 |  |

| Report                |                       |          |              |                                                                     |
| Villem-Henrik Koitmaa | Villem-Henrik Koitmaa | Brankáři | Shifeng Chen | Rozhodčí: Michal Baca Nicolas Cregut Čároví: David Szabo Junseo Lim |
| 4 min                 | 4 min                 | Tresty   | 8 min        | Rozhodčí: Michal Baca Nicolas Cregut Čároví: David Szabo Junseo Lim |
| 48                    | 48                    | Střely   | 13           | Rozhodčí: Michal Baca Nicolas Cregut Čároví: David Szabo Junseo Lim |

### Hráčské statistiky

#### Kanadské bodování
Toto je pořadí hráčů podle dosažených bodů. Za jeden vstřelený gól nebo přihrávku na gól hráč získal jeden bod. 
| Poř. | Hráč                   | Tým         | Z | G | A | B | TM | +/- |
| ---- | ---------------------- | ----------- | - | - | - | - | -- | --- |
| 1.   | Sang Wook Kim          | Jižní Korea | 5 | 3 | 5 | 8 | 2  | +6  |
| 2.   | Mark Kaleinikovas      | Litva       | 5 | 4 | 3 | 7 | 2  | +1  |
| 3.   | Borna Rendulić         | Chorvatsko  | 5 | 3 | 4 | 7 | 0  | +1  |
| 4.   | Ugnius Čižas           | Litva       | 5 | 1 | 6 | 7 | 4  | +1  |
| 4.   | Robert Rooba           | Estonsko    | 5 | 1 | 6 | 7 | 0  | +4  |
| 6.   | Morten Arantez Jürgens | Estonsko    | 5 | 4 | 2 | 6 | 0  | +5  |
| 7.   | Yoon Seok Kang         | Jižní Korea | 5 | 3 | 3 | 6 | 0  | +8  |
| 7.   | David Timofejev        | Estonsko    | 5 | 3 | 3 | 6 | 0  | +4  |
| 9.   | Karlo Marinković       | Chorvatsko  | 5 | 2 | 4 | 6 | 0  | -1  |
| 10.  | Nerius Alisauskas      | Litva       | 5 | 1 | 5 | 6 | 4  | +4  |

#### Hodnocení brankářů
Toto je pořadí brankářů. 
| Poř. | Hráč                  | Tým         | Z | MIN | OG | PZ  | PS  | POG  | Úsp%  |
| ---- | --------------------- | ----------- | - | --- | -- | --- | --- | ---- | ----- |
| 1.   | Laurynas Lubys        | Litva       | 5 | 298 | 3  | 116 | 119 | 0.6  | 97.48 |
| 2.   | Shifeng Chen          | Čína        | 5 | 303 | 14 | 179 | 193 | 2.77 | 92.75 |
| 3.   | Vilim Rosandić        | Chorvatsko  | 4 | 203 | 13 | 126 | 139 | 3.85 | 90.65 |
| 4.   | Jung Ho Ha            | Jižní Korea | 5 | 300 | 11 | 86  | 97  | 2.2  | 88.66 |
| 5.   | Willem-Henrik Koitmaa | Estonsko    | 4 | 236 | 8  | 62  | 70  | 2.04 | 88.57 |
| 6.   | Raul Barbo            | Španělsko   | 5 | 252 | 17 | 109 | 126 | 4.06 | 86.51 |